# Guyanská vlajka

Guyanská vlajka
Poměr stran: 3:5

Guyanská námořní vlajka
Poměr stran: 1:2

Vlajka Guyany má základní barvu zelenou (symbolizuje zemědělství a lesy státu). Na ní leží stylizovaný „zlatý hrot šípu“ (nerostné bohatství a zlatá budoucnost země), který je po vnější straně bíle lemovaný a směřuje ke vlajícímu okraji. U žerdi je červený trojúhelník (nadšení a činorodá síla dynamiky budování národa) s černým lemováním. Bílé lemování znamená vody a říční potenciál, černá vytrvalost na cestě vpřed a zkušenost, které nese žlutý šíp naproti budoucnosti. Poměr stran vlajky je 3:5, námořní vlajka má poměr 1:2.
Zelená barva této vlajky, kterou navrhl přední americký vexilolog Whitney Smith, pokrývá přesně 50 % její plochy, žlutá 24 %, červená 16 %, bílá 6 % a černá 4 %. Vlajka byla přijata roku 1966.

Rozměry guyanské vlajky
Rozměry guyanské námořní vlajky
Guyanská národní letecká vlajka

## Historie

Guyanská vlajka (1875–1906) Poměr stran: 1:2
Guyanská vlajka (1919–1954) Poměr stran: 1:2
Guyanská vlajka (1954–1966) Poměr stran: 1:2

## Vlajka guyanského prezidenta
Vlajka guyanského prezidenta se mění s osobou prezidenta.

Vlajka guyanského prezidenta (1970–1980), Arthur Chung Poměr stran: 1:1
Vlajka guyanského prezidenta (1980–1985), Forbes Burnham Poměr stran: 2:3
Vlajka guyanského prezidenta (1985–1992), Hugh Desmond Hoyte Poměr stran: 2:3
Vlajka guyanského prezidenta (1992–1997), Cheddi Jagan Poměr stran: 1:2
Vlajka guyanského prezidenta (1997–1999), Janet Jagan Poměr stran: 1:2
Vlajka guyanského prezidenta (1999–2015), Bharrat Jagdeo (1999–2011), Donald Ramotar (2011–2015) Poměr stran: 5:8
Vlajka guyanského prezidenta (2015–2020), David Granger Poměr stran: 5:8
Vlajka guyanského prezidenta (2020–2022), Irfaan Ali Poměr stran: 5:8

V roce 2022 byla prezidentská vlajka opět změněna. Je tvořena modrým listem, s uprostřed umístěným, žlutě lemovaným štítem se svislým vyobrazením státní vlajky, na kterém je položena žluto-bílá čelenka místních indiánských náčelníků kasiků a který je po obou stranách doplněn šesticí per hoacina chocholatého zvaného canje.